# Sabirabad (Cəlilabad)
Sabirabad è un comune dell'Azerbaigian situato nel distretto di Cəlilabad. Conta una popolazione di 3 577 abitanti.